# Nationale Stiftung für Naturwissenschaften
Die Nationale Stiftung für Naturwissenschaften (chinesisch 國家自然科學基金委員會 / 国家自然科学基金委员会, Pinyin Guójiā Zìrán Kēxué Jījīn Wěiyuánhuì, kurz 自然科学基金委), wegen der englischen Bezeichnung National Natural Science Foundation of China im Ausland oft „NSFC“ abgekürzt, ist ein chinesisches Förderprogramm für Grundlagenforschung. Die Stiftung untersteht seit 2018 dem Ministerium für Wissenschaft und Technologie.
Das Büro der Stiftung befindet sich im Pekinger Stadtbezirk Haidian, unweit der Tsinghua-Universität.

## Geschichte
Unter dem Eindruck der 1978 von Deng Xiaoping ausgerufenen Reform- und Öffnungspolitik fand im Mai 1981 an der Chinesischen Akademie der Wissenschaften eine Generalversammlung der Abteilungen statt, wo diskutiert wurde, wie unter den Verhältnissen der Marktwirtschaft die Forschungsfinanzierung sichergestellt werden könnte. Im Ergebnis schickten 89 Mitglieder der Abteilung für Mathematik und Physik sowie der Abteilung für Biowissenschaften gemeinsam unterzeichnete Briefe an die leitenden Mitglieder des Zentralkomitees der Kommunistischen Partei Chinas und des Staatsrats der Volksrepublik China. Darin schlugen sie vor, einen Fonds für die Abteilungen der Akademie aufzulegen, um die Grundlagenforschung auf eine solide finanzielle Basis zu stellen. Die Staats- und Parteiführung nahm den Vorschlag wohlwollend auf; 1982 wurde der „Fonds für Naturwissenschaften der Chinesischen Akademie der Wissenschaften“ (中国科学院自然科学基金) eingerichtet. Mittel aus diesem Fonds konnten frei beantragt werden, dann wurden die Förderanträge von Akademiekollegen aus demselben Fachgebiet öffentlich diskutiert und schließlich die förderwürdigen Projekte nach dem Prinzip des fairen Wettbewerbs ausgewählt. Der Fonds wurde von den Wissenschaftlern der Akademie autonom verwaltet, eine Einmischung der Politik sollte nicht stattfinden. Dieses System fand in der Wissenschaftsgemeinde große Zustimmung, und in der Folge legten auch das Staatliche Büro für Seismologie und mehrere Ministerien ähnliche Förderprogramme auf.
Das Zentralkomitee der KPCh war jedoch nicht vollständig zufrieden und erließ im Frühjahr 1984 eine Anweisung zur Beschleunigung der Strukturreform von Wissenschaft und Technik (eine der „Vier Modernisierungen“). Daraufhin stellte der Staatsrat 17 Arbeitsgruppen zusammen, die sich mit den einzelnen Aspekten der Strukturreform befassen sollten. Die für Grundlagenforschung und angewandte Forschung zuständige Arbeitsgruppe informierte sich über die auf diesen beiden Gebieten existierenden Probleme und über die Gründe, warum die von der politischen Führung gewünschte Richtung hin zu mehr Marktwirtschaft nicht eingehalten wurde. Auf der Basis dieser Befragungen reichte die Gruppe am 29. November 1984 beim Staatsrat ihre „Vorschläge zu einer Strukturreform bei der Verwaltung von Grundlagenforschung und angewandter Forschung“ (基础研究和应用研究管理体制改革的建议) ein. In diesem Dokument schlug die Gruppe unter anderem vor, die Verwaltung der Fördermittel den einzelnen Institutionen zu entziehen und schnellstmöglich eine zentral beaufsichtigte „Nationale Stiftung für Naturwissenschaften“ einzurichten.
Nach Studium der einzelnen Berichte verabschiedete das Zentralkomitee der KPCh schließlich am 13. März 1985 seinen „Beschluss über die Strukturreform von Wissenschaft und Technik“ (中共中央关于科学技术体制改革的决定). Darin wurde nicht nur gefordert, dass sich der wirtschaftliche Aufbau des Landes auf Wissenschaft und Technik zu stützen habe, sondern auch, dass sich Wissenschaft und Technik an den Erfordernissen der Marktwirtschaft zu orientieren hätten.
Das Zentralkomitee griff in seinem Beschluss den Vorschlag der Arbeitsgruppe des Staatsrats zur Schaffung einer Nationalen Stiftung für Naturwissenschaften auf, allerdings nicht schnellstmöglich, sondern Schritt für Schritt. Die Mittel der Stiftung sollten primär aus dem Haushalt der Zentralregierung kommen, die Forschungsprojekte hatten sich auf den im jeweiligen Fünfjahresplan festgelegten Gebieten zu bewegen. Wie bereits beim Fonds der Akademie sollten die Förderanträge von Kollegen aus demselben Fachgebiet öffentlich diskutiert und schließlich die besten Projekte finanziell unterstützt werden.
Am 14. Februar 1986, mit Beginn des 7. Fünfjahresplan (1986–1990), genehmigte der Staatsrat offiziell die Gründung der Nationalen Stiftung für Naturwissenschaften.
Zunächst unterstand die Stiftung noch der Chinesischen Akademie der Wissenschaften.
Erster Präsident und Parteisekretär der Stiftung wurde in Personalunion der theoretische Chemiker Tang Aoqing (唐敖庆, 1915–2008), bis dahin Rektor der Jilin-Universität,
der bereits bei der Verwaltung des Fonds für Naturwissenschaften der Akademie tätig gewesen war. Tang Aoqing hatte 1946–1949 an der Columbia University in New York studiert und sich dort stark ausgeprägte demokratische Denkweisen angeeignet, die in das damalige Klima der Reform- und Öffnungspolitik passten. Auf der anderen Seite herrschte in China real noch die Planwirtschaft, was zu ideologischen Konflikten zwischen den alten Parteikadern in der Verwaltung und den für die fachlichen Fragen zuständigen Wissenschaftlern führte.
Am 29. Juli 1986 wurden an der Stiftung schließlich folgende Abteilungen eingerichtet:
- Mathematik und Physik
- Chemie
- Biowissenschaften
- Geowissenschaften
- Materialwissenschaft und Ingenieurwissenschaften
- Informatik

Am 3. April 1988, also dreieinhalb Jahre nach dem entsprechenden Vorschlag der Arbeitsgruppe, wurde die Stiftung per Beschluss des Staatsrats aus der Zuständigkeit der Akademie der Wissenschaften – die selbst dem Staatsrat untersteht – herausgelöst und direkt dem Staatsrat unterstellt. Zwei Monate später, am 7. Juni 1988, wurde die Stiftung als „Vizeministerium“ (副部) der Staatskommission für Wissenschaft und Technologie unterstellt, Tang Aoqing war nun qua Amt Staatssekretär. Im März 1998 wurde die Staatskommission für Wissenschaft und Technologie zum „Ministerium für Wissenschaft und Technologie“ hochgestuft, wegen der englischen Bezeichnung Ministry of Science and Technology im Ausland auch als „MOST“ bekannt. Am 27. Dezember 2000 wurde die Stiftung für Naturwissenschaften dann wieder direkt dem Staatsrat unterstellt.
Am 17. März 2018 wurde die Nationale Stiftung für Naturwissenschaften schließlich im Rahmen einer Kabinettsreform per Beschluss des Nationalen Volkskongresses wieder dem Ministerium für Wissenschaft und Technologie unterstellt.

## Struktur
Die Nationale Stiftung für Naturwissenschaften wird von einem Präsidium mit einem Präsidenten, einem Generalsekretär und ursprünglich fünf, seit 2013 sechs stellvertretenden Präsidenten geleitet. Seit 2003, also dem Amtsantritt von Hu Jintao als Staatspräsident der Volksrepublik China und Generalsekretär der Kommunistischen Partei Chinas, wechselt das Präsidium alle fünf Jahre parallel zu den Legislaturperioden des Nationalen Volkskongresses. In der Legislaturperiode 2018/23 ist der Quantenphysiker  Xie Xincheng (谢心澄, * 1959) das einzige Mitglied des Präsidiums, das nicht auch gleichzeitig Mitglied des Parteikomitees der Stiftung ist.
Unter der Aufsicht des Präsidiums operieren die Verwaltungsabteilungen (Buchhaltung, Büro für internationale Zusammenarbeit, Büro für politische Programmatik etc.) sowie die derzeit (Stand 2022) acht Abteilungen, die sich mit der Vergabe von Fördermitteln auf ihrem jeweiligen Fachgebiet befassen:
- Mathematik und Physik
- Chemie
- Biowissenschaften
- Geowissenschaften
- Ingenieurwissenschaften und Materialwissenschaft
- Informatik
- Verwaltungswissenschaft
- Medizin[11]

Im Jahr 2018 wurden mit einem Budget von 26 Milliarden Yuan (von der Kaufkraft her etwa 25 Milliarden Euro) 44.504 Projekte an 1530 wissenschaftlichen Einrichtungen gefördert, 17.671 davon aus der Kategorie „Junge Wissenschaftler“.
Hierbei handelte es sich oft um kleinere Summen, Zuschüsse zum Kauf von Laborgeräten oder Übernahme von Reisekosten,

aber auch große Projekte wie die Erforschung von zoonotischen Pathogenen
oder die Zerstörung des Nordchinakratons seit dem Mesozoikum. Letzteres, 2018 abgeschlossenes Projekt bestand aus 66 Einzelprojekten und wurde seit 2007 mit einer Gesamtsumme von 200 Millionen Yuan gefördert.
Für 2019 wurde das Förderbudget auf 31,11 Milliarden Yuan erhöht.
Zum Vergleich: die Deutsche Forschungsgemeinschaft, die allerdings auch für Geisteswissenschaften zuständig ist, verfügte 2019 über einen Förderungsetat von gut 3,3 Milliarden Euro, aus dem 31.150 Projekte unterstützt wurden.

## Tiefgreifende Reform
Am 28. Mai 2018 hatte Xi Jinping in einer Rede vor der Vollversammlung der Chinesischen Akademie der Wissenschaften und der Chinesischen Akademie der Ingenieurwissenschaften – wie schon am 18. Oktober 2017 in seiner programmatischen Rede auf dem 19. Parteitag der Kommunistischen Partei Chinas – die Bedeutung der Grundlagenforschung für die Wissenschaft betont.
Er forderte jedoch mehr Praxisorientierung: die Innovationskraft müsse gestärkt werden, man müsse mehr Handwerkergeist zeigen, die Forschung hätte sich an den strategischen Bedürfnissen des Landes zu orientieren.
Parallel dazu kündigte das Parteikomitee der Nationalen Stiftung für Naturwissenschaften auf seiner konstituierenden Sitzung für die Legislaturperiode 2018/23 eine tiefgreifende Reform an. Die Förderrichtlinien sollten an die veränderten Verhältnisse in der Welt mit ihren neuen Herausforderungen angepasst werden, Grundlagenforschung sollte mit angewandter Forschung kombiniert werden, die Projekte sollten sich stärker an der Nachfrage aus der Wirtschaft orientieren.
Bis 2022 sollen vier Förderkategorien eingeführt werden:
- Originäre Forschung
- Spitzenforschung zu aktuellen Themen
- Anwendungsorientierte Grundlagenforschung
- Interdisziplinäre Forschung.[18][veraltet]

Die Förderanträge sollen auch weiterhin von Experten aus den jeweiligen Fachgebieten beurteilt und genehmigt werden. Angesichts der Masse von Anträgen sollen die Experten jedoch von einem Datenverarbeitungssystem mit künstlicher Intelligenz unterstützt werden. Die Experten selbst werden ständig begutachtet und sind dazu angehalten, konstruktive Kritik und Verbesserungsvorschläge zu den Förderanträgen zu äußern.

## Chinesisch-Deutsches Zentrum für Wissenschaftsförderung

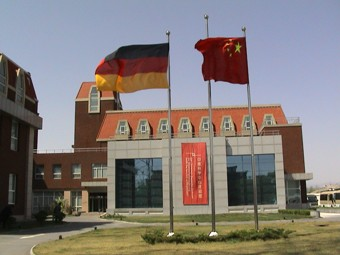
Das Chinesisch-Deutsche Zentrum für Wissenschaftsförderung

Die Nationale Stiftung für Naturwissenschaften ist international gut vernetzt. Stand 2019 bestanden 93 Kooperationsabkommen mit ähnlichen Organisationen in 49 Ländern inklusive Hongkong, Macau und Taiwan.
Zu Deutschland waren die Beziehungen jedoch von Anfang an besonders eng. Bereits 1988, also zwei Jahre nach Gründung der Stiftung, wurde ein Kooperationsabkommen mit der Deutschen Forschungsgemeinschaft unterzeichnet, um die gegenseitigen Wissenschaftsbeziehungen auszubauen und zu vertiefen. 1994 schlug die Stiftung für Naturwissenschaften vor, eine gemeinsam betriebene Forschungsförderungseinrichtung zu gründen. Dieser Vorschlag wurde von der DFG aufgegriffen; beim Chinabesuch Helmut Kohls im November 1995 wurde ein vorläufiges Abkommen unterzeichnet. 1998 wurde dann der endgültige Vertrag zur Gründung des Chinesisch-Deutschen Zentrums für Wissenschaftsförderung unterzeichnet, in China meist „Chinesisch-Deutsches Wissenschaftszentrum“ bzw. 中德科学中心 abgekürzt, es fand eine feierliche Grundsteinlegung für das gemeinschaftliche Gebäude am Hauptsitz der Stiftung in Peking statt. Am 19. Oktober 2000 wurde das Gebäude eröffnet.
Bis heute ist die Bundesrepublik Deutschland das einzige Land, mit dem ein derartiges gemeinsames Zentrum besteht (Stand 2022).
Das Direktorium des CDZ ist paritätisch besetzt, mit einer deutschen und einer chinesischen Direktorin, dazu noch einem deutschen Direktor für Forschungsförderung und zwei stellvertretenden Direktorinnen (Stand 2022).
Es verfügt über ein eigenes, von beiden Seiten zu gleichen Teilen finanziertes Budget, aus dem, um den wissenschaftlichen Austausch zu fördern, Reiseaktivitäten und Forschungsaufenthalte im jeweils anderen Land finanziert werden. Außerdem werden deutsch-chinesische Symposien unterstützt,
so zum Beispiel seit 2010 auf dem Gebiet der metallischen Massivgläser.
Das Ziel ist die Anbahnung langfristiger chinesisch-deutscher Kooperationsbeziehungen,
so wie 2019 bei den metallischen Gläsern zwischen dem Qian-Xuesen-Labor für Weltraumtechnologie und der Bundesanstalt für Materialforschung und -prüfung.
Die resultierenden Forschungsprojekte werden dann jedoch vom CDZ nicht mehr gefördert und müssen sich bei der Nationale Stiftung für Naturwissenschaften, der DFG od. ähnl. Geldquellen erschließen.

## Liste der Präsidenten
| Name                           | Fachgebiet             | Amtszeit  |
| ------------------------------ | ---------------------- | --------- |
| Tang Aoqing (唐敖庆) 1915–2008 | Theoretische Chemie    | 1986–1990 |
| Zhang Cunhao (张存浩) * 1928   | Physikalische Chemie   | 1990–1999 |
| Chen Jia'er (陈佳洱) * 1934    | Beschleunigerphysik    | 1999–2003 |
| Chen Yiyu (陈宜瑜) * 1944      | Ichthyologie           | 2003–2013 |
| Yang Wei (杨卫) * 1954         | Mechanik fester Körper | 2013–2018 |
| Li Jinghai (李静海) * 1956     | Chemieingenieurwesen   | 2018–     |